# Antanas Baranauskas

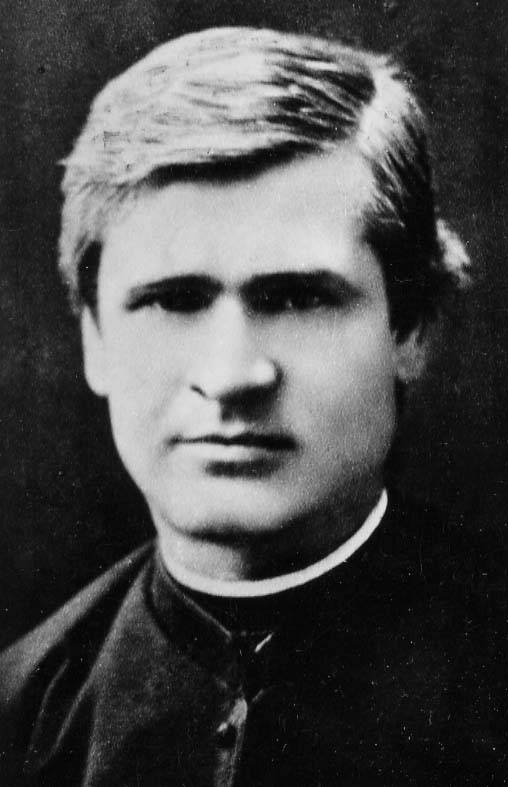
Antanas Baranauskas

Antanas Baranauskas (lateinisch Antonius Baranovski, polnisch Antoni Baranowski; * 17. Januar 1835 in Anykščiai; † 26. November 1902 in Anykščiai) war ein litauischer Dichter,  und ab 1897 Bischof von Sejny. Er benutzte die Pseudonyme Bangputys, Jurksztas Smalaūsis, Jurkštas, Smalaūsis und Baronas.

## Jugend
Baranauskas wuchs in bescheidenen materiellen Verhältnissen auf dem Land auf. Früh in seiner Jugend schickten seine Eltern ihn auf eine lokale kirchliche Schule. In seinem Tagebuch beschrieb er, dass er dort zwischen 1841 und 1843 Polnisch lernte, und später, zwischen 1848 und 1851, auch Russisch.
Seine ersten Versuche, Poesie und Reime auf Litauisch zu schreiben, wurde in seinen Tagebüchern gefunden. Später besuchte er eine weiterführende Schule in Rumšiškės. In dieser Zeit entstanden seine ersten Gedichte auf Polnisch.

## Schriftsteller auf Litauisch und Polnisch

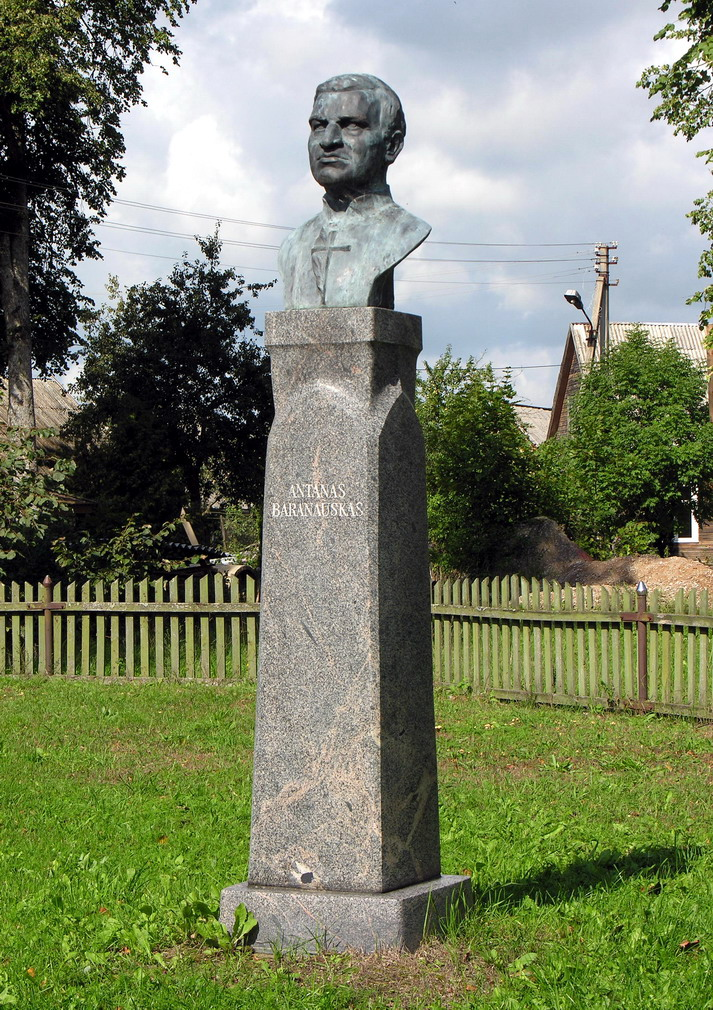
Antanas Baranauskas in Seda

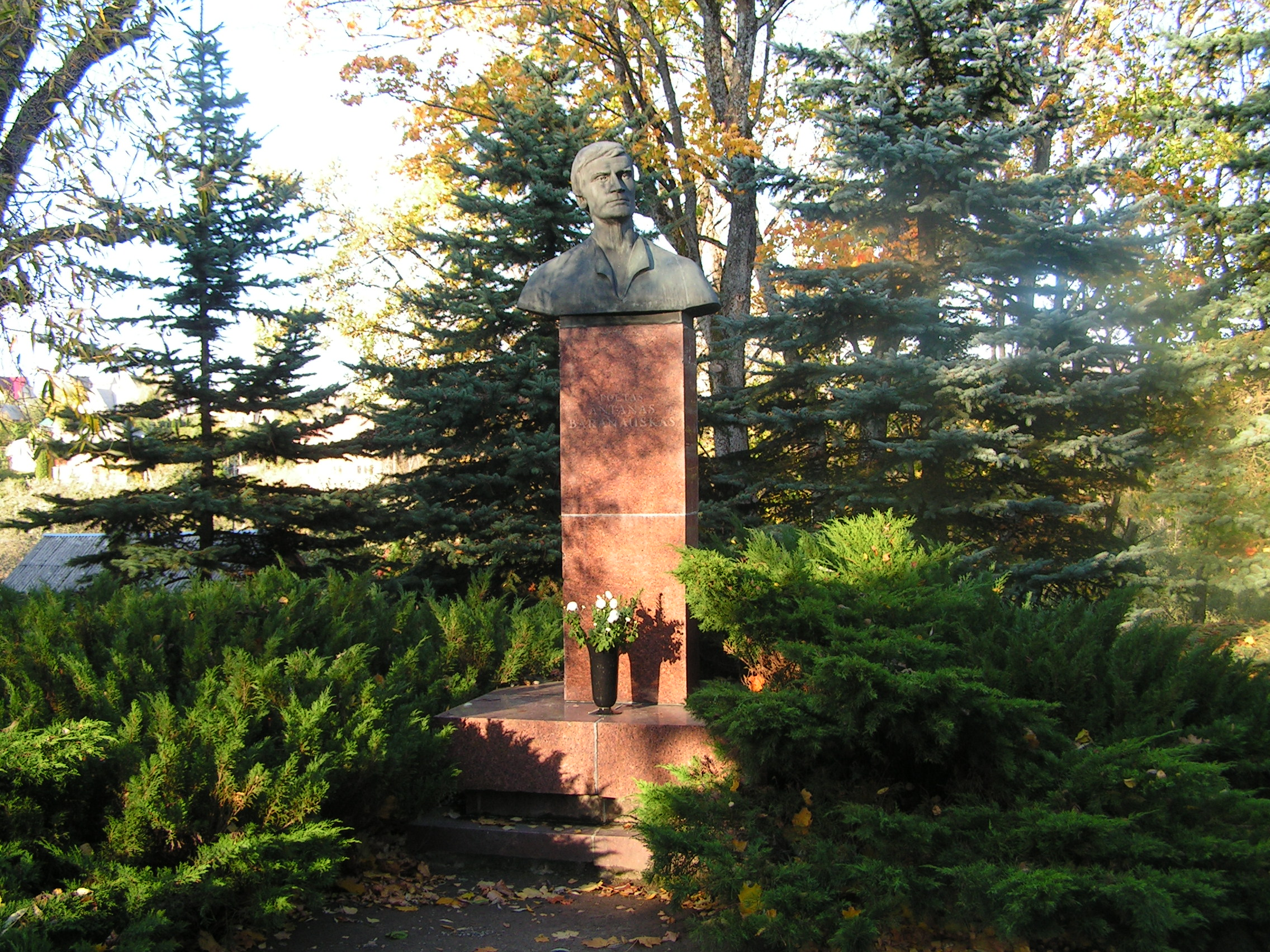
Antanas Baranauskas in Anyksciai

1853 beendete er die Schule und arbeitete als Autor in verschiedenen Städten. Zu dieser Zeit traf er die litauische Poetin Karolina Praniauskaitė (Polnisch: Karolina Proniewska), eine berühmte Schriftstellerin Niederlitauens, mit der er eine Neigung für die Poesie von Adam Mickiewicz teilte. Praniauskaitė schlug Baranauskas vor, mehr auf Litauisch zu schreiben.
1856 versuchte die Familie Karolinas, das Paar zu trennen, indem es den Eintritt Baranauskas' in das Priesterseminar in Varniai förderte (das heute zur Vytautas-Magnus-Universität Kaunas gehört). Als er dort studierte, konzentrierte sich auf die Entwicklung der geschriebenen litauischen Bücher und schrieb einen Kommentar auf Litauisch und Schemaitisch „Apie lietuvių ir žemaičių kalbą“. Das war der erste Versuch, diese beiden litauischen Dialekte zu unterscheiden.
In seiner Zeit als Seminarist begann Baranauskas Gedichte auf Litauisch zu schreiben. Ein frühes Werk, das unter den Einfluss von Mickiewicz geschrieben wurden, war Anykščių šilelis (Der Hain von Anykščiai), in dem er die Abholzung des Waldes von Anykščiai durch ausländische Herren beklagt. Literaturkritiker halten es für einen symbolischen Hinweis auf litauische Bücher. Es heißt, Baranauskas schrieb das Gedicht im Zorn, weil sein Lektor Alexander Gabszewicz gesagt hatte, die litauische Sprache sei nicht schön genug, um Gedichte zu schreiben, obgleich Historiker diskutieren, ob das eher ein Mythos ist. Das Gedicht Laurynas Ivinskis wurde zuerst 1861 und wieder 1862 in den Laurynas Ivinskis’ Kalendern veröffentlicht.
Seine Studien von 1858 bis 1862 an der Geistlichen Akademie von St. Petersburg schloss er mit dem Magister der Theologie ab. Am 24. März 1862 empfing er die Priesterweihe. Zwischen 1863 und 1864 studierte er an Katholischen Fakultäten in München, Rom, Innsbruck und Löwen.
1871 arbeitete er am Priesterseminar in Kaunas und fing an, die litauische Sprache zu unterrichten. Er schrieb ein Grammatiklehrbuch auf Litauisch. Nachdem Baranauskas nach Sejny gegangen war, gewann er ein beträchtliches Renommee, weil er in der Lage war, sowohl auf Polnisch als auch auf Litauisch zu predigen. Er bezeichnete sich als „gente Lithuanus, natione Polonus“ (geborener Litauer, der Nationalität nach Pole).
Als er nach 1880 feststellte, dass trotz aller Versprechungen der zaristischen Behörden das Verbot, Bücher in litauischer Sprache zu drucken, nicht aufgehoben wurde, konzentrierte er sich auf seine Übersetzung der Bibel ins Litauische.
Am 24. März 1884 wurde Baranauskas zum Titularbischof von Thespiae und Weihbischof in Žemaitija ernannt. Die Bischofsweihe spendete ihm der Bischof von Luzk, Szymon Marcin Kozłowski, am 24. Juni desselben Jahres; Mitkonsekratoren waren Anton Johann Zerr, Weihbischof in Tiraspol, und Cyril Lubowidzki, Weihbischof in Luzk.
Am 2. August 1897 ernannte ihn Papst Leo XIII. zum Bischof von Sejny.
Nachdem er in Anykščiai am 26. November 1902 starb, wurde ein Denkmal für ihn in Sejny errichtet.
Am 16. Januar 2014 wurde der Asteroid (169568) Baranauskas nach ihm benannt.

## Vermächtnis
Vor Baranauskas wurden lediglich Russisch und Polnisch als Kultursprachen betrachtet, während Litauisch als rückständig und bäuerlich galt. Baranauskas war einer der ersten, die Litauisch als Literatursprache verwendeten, und trug so wesentlich zur Gleichberechtigung der litauischen Sprache und Kultur bei.